# Кэнди-Кэнди
«Кэнди-Кэнди» (яп. キャンディ・キャンディ Кянди Кянди) — японский роман, манга и аниме.
Манга выходила в журнале Nakayoshi 4 года и получила премию издательства «Коданся» как лучшая в категории «сёдзё» в 1977 году. История была экранизирована Toei Animation в виде аниме-сериала. Также было выпущено несколько анимационных фильмов, никогда не выходивших за пределами Японии.

## История создания
В 1975 году журнал «Nakayoshi», в котором публиковались манги для девочек, решил поменять концепцию. До этого длинные манги, которые в нём печатали, были в основном на школьную тему, но теперь редакция «Nakayoshi» решила начать выпускать новую длинную мангу, рассчитанную на девочек, знакомых с иностранной литературой. В качестве художника была выбрана мангака Юмико Игараси (которая была тогда фавориткой журнала), а в качестве автора сюжета — Кёко Мидзуки. Перед началом работы обе обсудили с главным редактором журнала, Мицуро Симидзу, будущую концепцию: так, в качестве основы для сюжета Игараси предложила использовать западные книги «Роза и семь братьев» и «Юность Розы» Луизы Мэй Олкотт (оттуда были взяты образы Энтони, Стира и Арчи как сплочённых кузенов), Симидзу — «Длинноногий дядюшка» Джин Вебстер (Кэнди попадает под опеку человека, личность которого раскрывается ей только в финале), а Мидзуки — «Аня из Зелёных Мезонинов» Люси Мод Монтгомери (образы самой Кэнди, Терри, Энни и их отношения). Также, по слухам, в качестве источника вдохновения послужило аниме «Heidi, Girl of the Alps» (сюжетная линия, где богатая семья берёт Кэнди компаньонкой для её сверстницы и Кэнди думает, что та очень серьёзно больна).
В апреле 1975 года Мидзуки выпустила первый том одноимённого романа, на основе которого Игараси стала рисовать мангу.

## Сюжет
Основное действие происходит в США и Великобритании в начале 20-го века, половина сюжета происходит во время Первой мировой войны.

### Детство
Кэнди — шестилетняя девочка, которая с рождения живёт в сиротском приюте «Дом Пони» недалеко от озера Мичиган с мисс Пони и сестрой Рэйн. У Кэнди есть лучшая подруга-ровесница Энни, вместе с которой их когда-то нашли в холодный зимний день у дверей приюта. Кэнди вырастает озорной, но весёлой и доброй девочкой, в то время как Энни очень скромна и тиха. В приют приезжает богатая семья Брайтон, которым приглянулась Кэнди. Кэнди и рада бы согласиться, но другие дети и Энни совсем не хотят с ней расставаться. Зная, как будет расстроена Энни, Кэнди делает так, чтобы выставить себя перед Брайтонами в не самом лучшем свете (она внушает им, что якобы страдает энурезом). Тогда Брайтоны обращают свой взор на Энни, и та, к горю Кэнди, неожиданно соглашается, после чего сквозь слёзы признаётся Кэнди, что очень хочет наконец обрести родителей. Кэнди с тяжёлым сердцем прощает её.
Первое время они активно переписываются, но затем Энни присылает ей печальное письмо, в котором сообщает, что им придётся прекратить переписку, потому что богатое общество, в котором она теперь вращается, не должно знать о её приютском прошлом. Кэнди впадает в отчаяние, потому что в этот момент очень остро начинает чувствовать, как ей самой нужны родители. И именно в этот момент она видит перед собой красивого мальчика-подростка, одетого в шотландский килт с волынкой в руках. Мальчик коротко говорит ей, что она выглядит гораздо красивее, когда улыбается, а не плачет, после чего исчезает, стоит Кэнди отвлечься. На том месте, где он стоял, она находит красивую брошку. Поскольку их встреча состоялась на холме рядом с приютом, то Кэнди начинает называть мальчика «Принц с холма Пони». Помня его совет, ей удаётся перетерпеть боль от разлуки с Энни и  жить дальше, как обычная весёлая девочка.

### Семья Эрдли
Проходит шесть лет, и однажды 12-летней Кэнди объявляют, что богатая семья шотландского происхождения Лэган хочет взять её компаньонкой для её сверстницы Элизы. Кэнди соглашается, думая, что это лучше, чем ничего. Лэганы живут в роскошном особняке, но по приезде Кэнди получает крайне нерадушный приём: Элиза и её брат Нил оказываются избалованными и эгоистичными детьми. Компаньонку решили взять, потому что из-за  скверного характера у Элизы нет подруг в округе, хотя сама она себя одинокой не считает — по этой причине, хотя Кэнди и велено играть с Элизой, в доме Лэганов её держат на правах прислуги. Элиза и Нил постоянно задирают и унижают Кэнди, а стоит той дать им отпор, как они тут же бегут жаловаться матери. Кэнди всеми силами старается терпеть их выходки, потому что мисс Пони и сестра Рэйн перед расставанием очень просили её всегда оставаться весёлой, что бы с ней ни случилось. Однако стараниями Элизы и Нила Кэнди сначала переселяют в конюшню, чтобы она ухаживала за семейными лошадьми, а затем ещё больше нагружают работой.
Однажды, не выдержав очередного унижения, Кэнди сбегает с территории поместья Лэганов и забредает на территорию соседнего поместья, принадлежащего семье Эрдли — другой ещё более богатой шотландской семьи (семья Лэган является одной из ветвей рода Эрдли). На входных воротах она замечает ту же эмблему, что и на брошке, доставшейся ей от Принца, а затем прямо у ворот Кэнди встречает красивого мальчика, чуть постарше неё, который очень похож на самого Принца. Тот аналогично говорит ей о том, как она красива, когда улыбается, и исчезает, стоит Кэнди отвлечься. В попытках разыскать его она проникает на территорию поместья и мальчика не находит, но вместо этого знакомится с двумя другими мальчиками — братьями Арчи и Стиром Корнуэллами, которые являются кузенами Нила и Элизы и одновременно их полными противоположностями.
Через некоторое время в особняке, где живут Корнуэллы, решают устроить праздничный бал, на который пожалует глава семьи, мадам Элрой Эрдли. Чтобы ещё больше унизить Кэнди, Нил и Элиза уговаривают родителей взять ту с ними на бал. Там Кэнди встречает братьев Корнуэллов и того самого мальчика, которого она видела у ворот. Им оказывается их третий кузен, Энтони Браун. Как со временем узнаёт Кэнди, мадам Элрой приходится двоюродной бабушкой всем пятерым кузенам, а главой семьи она является временно — настоящим главой клана Эрдли является некий человек, которого кузены называют «дядюшка Уильям», но тот очень слаб здоровьем и никогда не показывается на публике, из-за чего никто даже не знает его в лицо. Мадам Элрой под стать Лэганам и обращается с Кэнди соответствующе. Арчи, Стир и Энтони, напротив, общаются с Кэнди на равных (особенно, когда узнают, какое именно положение она занимает в доме Лэганов). Все трое поражают Кэнди своими интересами: Арчи любит музыку, Стир — изобретать, а Энтони — выращивать розы. Выясняется, что все трое находятся под опекой тёти Элрой: родители Арчи и Стира живут за границей, а отец Энтони постоянно в разъездах (матери у него нет, потому что она умерла, когда он был маленьким).
На очередном торжестве Кэнди замечает среди приглашённых Энни, но не подходит к ней, чтобы не выдавать её тайну (та аналогично узнаёт подругу, но вынуждена сдержаться). Случайно она подслушивает разговор Элизы и Нила, которые решили жестоко подшутить над Энни и выставить всё так, будто это сделала Кэнди. Кэнди налетает на Нила с кулаками, после чего, не желая мириться с очередным наказанием, убегает к проходящей неподалёку реке, где садится на лодку и плывёт по течению, рассчитывая, что река вынесет её к Дому Пони. Однако лодка попадает в водопад, и Кэнди чудом остаётся жива, потому что её спасает бородатый человек, представившийся мистером Альбертом. Он становится ещё одним другом Кэнди и тоже поражает её: Альберт живёт в полном единении с природой и очень любит животных. Когда она возвращается, то мадам Лэган заявляет, что Кэнди очень дурно влияет на её детей, и поэтому её удалят из их дома сразу же, как найдут ей новую работу. Когда она приходит в конюшню, то находит там ленту Энни, оставленную ею в знак того, что она не забыла Кэнди.
Кэнди отправляет письмо в бутылке мистеру Альберту, в котором рассказывает о своём положении и желает ему и дальше заботиться о животных. Она очень огорчена предстоящей разлукой с Арчи, Стиром и Энтони и от этого постепенно сближается с последним. В то же время Энтони, Арчи и Стир пишут дяде Уильяму по письму с просьбой принять Кэнди в их семью, чтобы не расставаться с ней. Элиза и Нил, видя что Энтони оказывает Кэнди знаки внимания, устраивают новый подлог, сумев выставить Кэнди воровкой перед их матерью и тётей Элрой, после чего Кэнди решают отправить разнорабочей в Мексику. Одновременно показано, что мистер Альберт получил послание от Кэнди, но вынужден бежать, потому что его засёк сторож поместья Эрдли. Кэнди сажают в дилижанс, но через некоторое время её снимает с него некий Джордж — правая рука дяди Уильяма, который сообщает ей, что тот получил от кузенов письма и официально удочерил Кэнди, и та возвращается к Лэганам. Хотя её положение улучшается, Лэганы и тётя Элрой всё также относятся к ней с презрением. Отношения Кэнди и Энтони начинают всё больше развиваться, хотя Кэнди постоянно сравнивает Энтони с Принцем, но в конечном итоге признаёт, что любит именно Энтони. В какой-то момент тот замечает, что Кэнди носит при себе брошку Принца и объясняет, что на ней изображён фамильный герб Эрдли, и что такие брошки носят все мужчины в их семье.
По случаю принятия Кэнди в семью тётя Элрой устраивает семейную охоту на лис. Утром того же дня Кэнди обнаруживает, что букет из роз в её комнате, чей сорт Энтони назвал в её честь, завял. На охоте Энтони сопровождает Кэнди, потому что она плохо ездит на лошади, и постепенно они отдаляются от остальных. В какой-то момент Энтони заводит с ней разговор о Принце и говорит, что у него есть предположение о том, кто это мог быть: в его воспоминаниях о матери часто фигурирует некий мальчик, на которого он как раз был похож в том же возрасте. Тут он видит лису и решает похвастаться перед Кэнди, для чего скачет вперёд, но неожиданно нога лошади попадает в капкан и Энтони погибает, получив травму головы, когда падает с лошади. После его похорон психологический гнёт Кэнди со стороны Лэганов и тёти Элрой только усиливается, хотя Корнуэллы пытаются поддержать её. В самой отчаянный момент убитая горем Кэнди встречает у ворот поместья Эрдли мистера Альберта, который утешает её, советуя стараться жить дальше и найти своё призвание. Кэнди покидает Лэганов и возвращается в «Дом Пони».

### Колледж Святого Павла
В приюте Кэнди постепенно отходит от душевной боли. В канун Нового Года приезжает Джордж и просит её поехать с ним: мистер Уильям просит, чтобы Кэнди отправилась в Англию для учёбы в Колледже Святого Павла (Стир, Арчи, Элиза и Нил уже там) — один из элитных британских пансионов совместного обучения мальчиков и девочек, где их учат быть настоящими леди и джентльменами. Кэнди с тяжёлым сердцем покидает приют, обещая на прощание мисс Пони и сестре Марии, что станет настоящей леди, когда снова к ним вернётся. Уже на корабле при пересечении Атлантики Кэнди поздно вечером выходит на палубу и видит у поручня мальчика, которого поначалу принимает со спины за Энтони. Подойдя поближе, она видит, как по его лицу текут слёзы, но тут мальчик, перехватив её взгляд, мигом преображается в хвастливого и не очень корректного юнца и, высмеяв веснушки Кэнди, уходит. Затем к Кэнди походит Джордж и говорит, что этот мальчик из очень богатой английской семьи Гранчестеров. В какой-то момент Кэнди узнаёт от Джорджа, что Уильям в данный момент тоже находится в Англии, и просит всё-таки познакомить её с ним, потому что она хочет поблагодарить его за участие в её судьбе. На это Джордж отвечает, что она сможет встреться с Уильямом, только если он сам того захочет.
Директрисой Колледжа является строгая монахиня, сестра Грэй, — хотя Кэнди, будучи теперь из богатой семьи, получает привилегию в виде того, что у неё отдельная спальня, сестра Грэй и другие монахини стараются не делать ей никаких поблажек. Несмотря на козни Элизы и Нила Кэнди удаётся найти близкую подругу в лице Патти О'Брайан, которую не заботит то, что Кэнди имеет низкое социальное происхождение. Во время первой утренней мессы Кэнди становится свидетелем того, как в церковь вваливается тот самый мальчик с корабля, который ведёт себя крайне вызывающе. И хотя сестра Грэй грозится подвергнуть его наказанию, мальчик всем поведением даёт понять, что его это не волнует и что на деле угроза наказания всего лишь слова. Арчи и Стир позже объясняют Кэнди, что мальчика зовут Терри, и хотя очень многие девочки (даже Элиза) Колледжа в него влюблены (он красив внешне, физически силён и весьма самоуверен), сам он держится одиночкой и вообще сам себе на уме (он полез на Арчи с кулаками только потому, что тот по ошибке вошёл в его комнату). Через какое-то время Кэнди попадет в западню Нила, но неожиданно ей на помощь приходит Терри, который впадает в ярость, когда узнаёт, что Нил презирает Кэнди из-за того, что она сирота.
Хотя Терри всё так же продолжает высмеивать внешность и поведение Кэнди, чем сильно раздражает её, их отношения постепенно становятся дружескими, а вслед за ними начинает просыпаться взаимная симпатия. Постепенно Кэнди узнаёт его историю. Терри родился в семье богатого герцога Ричарда Гранчестера и известной актрисы Бродвея Элеоноры Бэйкер, но родители в браке не состояли, хотя отец дал ему свою фамилию. Однако Ричард из-за тогдашних предрассудков общества так и не смог жениться на Элеоноре, ушёл от неё и теперь у него другая семья, а Элеонора аналогично теперь больше занята собой, из-за чего Терри бунтует, но сам не знает, чего конкретно хочет. Все выходки Терри в колледже сестра Грэй терпит исключительно потому, что его отец является крупным меценатом колледжа. Терри докатывается до того, что начал по ночам сбегать из Колледжа и зависать в местных барах. Однажды он по ошибке залезает через окно в спальню Кэнди, будучи сильно избитым и не очень трезвым. Кэнди тогда тайком тоже выбирается за пределы колледжа, умудряется найти лекарства (в пути она встречает мистера Альберта, который теперь работает в местном зоопарке, и позже узнаёт, что это он помог Терри добраться до колледжа). Хотя Терри, успев проспаться, уходит, не дожидаясь её возвращения, он всё же проникается уважением к бескорыстной помощи Кэнди. Постепенно их отношения доходят до первого поцелуя, хотя Кэнди опять пребывает в смятении чувств, потому что теперь аналогично сравнивает Терри с Энтони. Узнав, что она до сих пор не может похоронить воспоминания об Энтони и из-за этого испытывает сильный страх перед лошадьми, Терри силой заставляет Кэнди сесть на лошадь, благодаря чему ей удаётся побороть страхи прошлого, после чего она окончательно осознаёт, что любит Терри не за его схожесть с Энтони.
В колледж приезжает Энни, но, даже узнав, что Кэнди теперь носит фамилию Эрдли, не решается к ней подойти и делает вид, что не знает её. Одновременно Арчи узнаёт о чувствах Кэнди к Терри, что заставляет его признаться ей, что он тоже влюблён в неё. Свидетелем этого становится Энни, которая в слезах убегает: она тоже влюблена в Арчи, из-за чего и приехала учиться в этот Колледж. Кэнди находит её спрятавшейся в маленькой пещере в саду колледжа, и та признаётся ей, что давно влюблена в Арчи, после чего извиняется за то, что отвернулась от Кэнди, когда приехала сюда. Кэнди находит Арчи и говорит ему, что только он сможет уговорить Энни выйти из пещеры, после чего рассказывает ему, что они вместе выросли в приюте. Арчи успокаивает Энни, говоря, что  ему не важно, что она приёмная в её семье, после чего признаёт, что просто обязан ответить Энни взаимностью, раз она его так любит (и хотя в дальнейшем он неоднократно замечает, что всё ещё испытывает некие чувства к Кэнди, их с Энни любовь становится всё более взаимной). И хотя большинство девочек во главе с Элизой отворачиваются от Энни, узнав о её прохождении, сама она не расстраивается, потому что теперь рядом с ней Кэнди и Арчи, а Патти аналогично становится её близкой подругой.
На летние каникулы Арчи, Стир, Энни и Патти решают отправиться в летнюю школу в Шотландии. Кэнди изначально отказывается, но потом соглашается, когда Терри сообщает ей, что недалеко от школы расположен их фамильный замок. Одновременно она получает от мистера Альберта письмо, в котором тот пишет, что поехал работать в Африку. Также он пишет, что вместе с ним работает одна девочка-медсестра, которая ровесница Кэнди и с таким же, как у неё, характером. Прочитав это, Кэнди впервые задумывается о том, какое важное значение имеет профессия медсестры: в Доме Пони никогда не было докторов, которые всегда там так нужны. Отношения Терри и Кэнди в Шотландии всё более прогрессируют. Терри признаётся ей, что влюблён в театр. В какой-то момент Кэнди случайно застаёт Терри, когда он ругается со своей матерью, приехавшей его навестить. Когда он кричит, что ненавидит Элеонору, Кэнди говорит, что Терри врёт сам себе и в душе он любит мать. В отчаянии она признаётся им, как сильно ей хочется, чтобы у неё была своя мама. После этого отношения Терри с матерью улучшаются.
В Шотландии Элиза всё больше влюбляется в Терри и неоднократно делает безуспешные попытки расположить его к себе вплоть до того, что рассказывает ему, что Кэнди работала в их семье служанкой. Осенью, когда ребята возвращаются в колледж, она затевает новую пакость: подстраивает их встречу ночью на конюшне, а затем зовёт персонал колледжа. Обоих решают исключить, Кэнди временно сажают в карцер, а Терри просят оставаться в его комнате. Когда Арчи и Стир узнают о произошедшем, они в сердцах раскрывают Терри, что если дядя Уильям разгневается на Кэнди и аннулирует своё удочерение, то Кэнди попросту некуда будет идти. Терри (который до этого думал, что Кэнди просто сирота с большим приданым) решает спасти её и просит сестру Грэй исключить из колледжа только его, но не исключать Кэнди. Когда он уходит, сестра Грэй спрашивает его, что ей в таком случае передать его отцу, на что Терри отвечает, что она может ему ничего не говорить, потому что с этого момента он больше не носит фамилию Гранчестер.
Узнав об этом, Кэнди бросается вслед за Терри, но прибывает в порт слишком поздно: корабль с Терри уже отплыл. Оглядываясь назад, Кэнди вспоминает, что мистер Альберт, а теперь и Терри оба приняли решение быть независимыми и жить так, как хочется им, а не как того хотят другие. Она приходит к сестре Грэй и говорит, что тоже хочет покинуть колледж — во-первых, какое бы престижное образование она тут ни получила, ценой за это теперь будет самопожертвование Терри, а во-вторых, Кэнди окончательно уверяется в мысли, что, чтобы стать настоящей леди, не нужно иметь богатое происхождение. Не имея денег (она так быстро уходит, что даже не успевает попрощаться с друзьями), Кэнди своими силами добирается до Саутгемптона. В пути она встречает различных людей и несколько раз даже становится сиделкой для больных, из-за чего окончательно убеждается, что её призвание стать медсестрой. Не без приключений Кэнди пересекает океан и добирается до «Дома Пони», только чтобы узнать, что перед самым её приездом туда заходил Терри.

### Медсестра
Узнав о намерениях Кэнди стать медсестрой мисс Пони посылает её с рекомендательным письмом к её давней подруге Мэри-Джейн, которая руководит школой медсестёр при Больнице Святого Иосифа. В отличие от мисс Пони Мэри-Джейн строга и требовательна, но она проповедует завет истинного врача, гласящий, что «человек везде человек, какой бы национальности он ни был». И хотя Кэнди первое время по неопытности совершает несерьёзные промашки, даже Мэри-Джейн признаёт, что Кэнди обладает именно теми чертами характера, которые так необходимы врачу. Здесь Кэнди приходится подвергнуть себя непростым испытанием и испытать свой характер на прочность (особенно после того, как умирает её первый пациент). Соседкой Кэнди по комнате оказывается жёсткая и неконтактная Флэнни Гамильтон, которая пресекает все попытки Кэнди наладить с ней отношения, а однажды она прямо говорит, что ненавидит таких открытых людей, как Кэнди. Тем временем в газетах сообщили, что сербский террорист убил наследника австрийского императора, что может спровоцировать большую войну в Европе. Через какое-то время Кэнди наносят визит Стир и Арчи и приносят печальную новость: тётя Элрой забрала их всех из Англии, потому что в Европе начинает становиться неспокойно из-за назревающей Первой мировой войны. Ещё через какое-то время Кэнди в какой-то момент попадается статья с фотографией Терри, из которой она выясняет, что он примкнул к театральной труппе Стратфорда и начал карьеру на Бродвее, и уже назван новой восходящей звездой. А ещё через какое-то время в газетах сообщают, что Австро-Венгрия объявила войну Сербии и таким образом начинается Первая мировая война.
Вскоре Кэнди и Флэнни в числе нескольких медсестёр отправляют на практику в чикагский госпиталь Святого Иоанна, чтобы они там изучали хирургию. Кэнди слышит, как другие медсёстры шепчутся о том, что в будущем их могут отправить в качестве полевых медсестёр в Европу на фронт, но всё же сохраняет спокойствие, решая придерживаться принципов Мэри-Джейн. В Чикаго во время первого выходного Арчи, Стир и Энни забирают Кэнди в поместье Эрдли, где Кэнди случайно слышит от Элизы, что через несколько дней в Чикаго будет гастролировать театр, в чью труппу входит Терри, и семья Эрдли в числе приглашённых. Но тётя Элрой категорически против, чтобы брать с собой Кэнди (особенно после того, как она узнаёт, что Кэнди пошла учиться на врача), а Элиза намекает, что Терри давно забыл её, потому что у него роман с его партнёршей Сюзанной Марлоу (что неправда). Не веря этому, на показе Кэнди пробирается на стропила и, наблюдая спектакль оттуда, наконец-то видит Терри. После показа она идёт к служебному входу, откуда Терри и другие актёры выходят, чтобы отправиться на банкет. Но из-за собравшейся там толпы поклонниц Терри не видит Кэнди, но в какой-то момент слышит её голос. Кэнди приходит к печальному выводу, что отныне Терри принадлежит не только ей.
На банкете Терри сталкивается с членами семьи Эрдли и узнаёт от них, что Кэнди тоже в Чикаго и учится на медсестру. Он спешно сбегает с банкета, оставив Сюзанну в замешательстве (которая впервые слышит о Кэнди), и несётся в больницу, но Кэнди там не застаёт, потому что сама Кэнди тем временем наносит визит в отель, где остановилась труппа. Там она сталкивается с Сюзанной, которая врёт ей, что Терри очень устал и не может никого принять, хотя Терри в отеле в этот момент нет. Сюзанна — девушка с добрым сердцем и быстро понимает, что Терри и Кэнди влюблены в друг друга, но ничего не может поделать с собственными чувствами: она сама влюблена в Терри. На следующий день Кэнди с опозданием получает от Терри записку, что он приходил в больницу, и, поскольку не застал её, то он просит прийти в полдень на вокзал, откуда он уезжает на поезде. Но из-за опоздания Кэнди прибегает, когда поезд уже отъехал. Но стоящий в дверном проёме Терри всё же замечает её и поэтому уезжает со спокойным сердцем, что наконец увидел её и знает, где она. Одновременно и в душе Кэнди что-то успокаивается.
В больницу приезжает Мэри-Джейн и сообщает, что она должна отправить от своей школы одну медсестру добровольцем на фронт во Францию. Кэнди испытывает смятение — она должна следовать долгу врача и она осознаёт, что на фронте острая нужда во врачах, но пугают её вовсе не ужасы войны и опасность погибнуть, а разлука с любимыми друзьями. Добровольцем вызывается Флэнни. Кэнди всё же мучает совесть, поэтому накануне отъезда Флэнни она просит ту поменяться с ней местами, потому что Кэнди сирота, а у Флэнни наверняка есть родители, которые будут за неё переживать. В ответ Флэнни разражается гневной тирадой, признавшись, что её родители алкоголики, а многочисленными братья и сёстры выросли мошенниками, поэтому никто из них не будет волноваться за неё, а сама она едет на фронт, потому что это её долг и она не боится смерти. Когда она уходит, то Кэнди размышляет о том, что у Флэнни есть такие необходимые врачу качества, которых никогда не будет у неё самой. На следующий день, глядя в след уезжающей в дилижансе Флэнни, Кэнди мысленно корит себя за то, что не смогла подружиться с Флэнни, но всё равно уважает ту. Но одновременно и Флэнни корит себя за то, что не смогла полюбить открытую доброту Кэнди и признаёт, что та станет хорошим врачом.

### Терри
В больницу привозят раненного человека, в котором Кэнди с ужасом узнаёт мистера Альберта, хотя замечает, что у него другой цвет волос. Из разговоров врачей Кэнди подслушивает, что его привезли из Италии, где взорвался поезд, на котором он ехал. Ко вторичному ужасу обнаруживается, что катастрофа спровоцировала у мистера Альберта тотальную амнезию и он ничего о себе не знает и даже не узнаёт Кэнди — в США его привезли только потому, что во сне он часто называл Чикаго (хуже всего то, что амнезия полностью изменила характера Альберта, превратив его в отрешённого пессимиста). Поскольку Кэнди только практикантка и не может исполнять обязанности сиделки, то она начинает усиленно заниматься, чтобы в конце месяца сдать экзамен на диплом медсестры. Одновременно Терри начинает готовиться к прослушиванию на главную роль в «Ромео и Джульетта», задавшись целью превзойти свою мать. В какой-то момент к Кэнди наносят визит Арчи, Стир, Энни и вернувшаяся из Лондона Патти. Поскольку Альберт теперь не носит бороду, то, когда Кэнди показывает его друзьям, они замечают, что у него довольно красивая внешность и задаются вопросом, зачем ему понадобилось её скрывать.
Кэнди удачно сдаёт на диплом медсестры и получает от Мэри-Джейн разрешения остаться в этой больнице. Но проходит время, Альберт физически поправляется и его выписывают, поскольку держать его в больнице больше нет смысла (к Альберту у персонала больницы очень предвзятое отношение, потому что в поезде, в котором он был, перевозили военнопленных и арестованных шпионов). Тогда Кэнди уходит из общежития и снимает для себя и Альберта квартиру. В целом Альберт теперь ведёт себя как раньше, но память к нему пока не возвращается. Кэнди пишет письмо Терри, в котором описывает их текущее положение. Через какое-то время письмо случайно находит Сюзанна, которая, увидев, что оно от Кэнди, в отчаянии признаётся Терри, что влюблена в него, и что она тогда обманула Кэнди, когда та приходила в отель. Терри начинает испытывать смятение: сердцем он любит Кэнди, но и Сюзанна не кажется ему отвратительной.
Один раз Кэнди приходит домой, но не застаёт Альберта. Она идёт его искать по улицам (не зная, что Альберт просто нашёл работу) и случайно натыкается на Нила, на которого наезжает подвыпившая компания. Только из-за чувства справедливости Кэнди спасает Нила, хотя последний никакой благодарности ей не высказывает. Через какое-то время во время очередного визита друзей Кэнди узнаёт, что Стир намеревается пойти добровольцем на фронт. Терри пишет Кэнди письмо, сообщая, что его утвердили на главную роль и он приглашает её на первое преставление. Однако, в дело вмешивается непредвиденные обстоятельства: во время одной из репетиций на Терри падает прожектор, но стоящая рядом Сюзанна успевает его оттолкнуть и принимает удар на себя. В итоге ей ампутируют ногу. Сюзанна убита горем и то обвиняет в своём положении Терри, то раскаивается и желает Терри счастья с Кэнди. Не знающая об этом Кэнди приезжает в Нью-Йорк, где наконец воссоединяется с Терри. Но Терри постоянно терзают мысль о Сюзанне, так как даже её мать говорит ему, что он обязан остаться с ней, потому что только он теперь является единственным, что поддерживает в Сюзанне желание жить.
В квартире Терри Кэнди видит афишу спектакля и замечает, что главную женскую роль исполняет не Сюзанна, как ей казалось. Без всякой задней мысли она говорит Терри, что если бы он играл в паре с Сюзанной, то она бы ревновала, чем ещё сильнее бьёт его по больному месту. И хотя Терри пытается вести себя, как обычно, Кэнди замечает странную перемену в его поведении. Уже в театре перед началом спектакля Кэнди узнаёт о происшествии с Сюзанной. Поняв причину поведения Терри Кэнди чувствует, что должна встретиться с Сюзанной. Узнав, в какой больнице та лежит, Кэнди уходит из театра и едет туда, но обнаруживает лишь пустую палату и записку, из которой с ужасом узнаёт, что Сюзанна не хочет быть помехой в жизни Терри и поэтому решила покончить с собой, уйдя с помощью костылей на крышу. Кэнди находит Сюзанну, когда та уже пытается перелезть через ограждение, и останавливает её, но при этом обнаруживает, что у Сюзанны нет ноги и осознаёт всю тяжесть создавшейся ситуации. Прибегает Терри и вместе с врачами уносит Сюзанну.
Позже Кэнди сидит в вестибюле, дожидаясь Терри, и понимает, что должна принять нелёгкое решение. Когда приходит Терри, Кэнди говорит, что им придётся расстаться и Терри обязан теперь быть с Сюзанной: как бы она, Кэнди, и он хорошо не устроились бы в будущем в жизни, Кэнди никогда не сможет быть счастлива с ним, зная, что где-то из-за этих отношений страдает и мучается искалеченная Сюзанна. Она заходит к Сюзанне пожелать ей скорейшего выздоровления и удачи в жизни с Терри, после чего просит последнего не провожать её, чтобы не усугублять ситуацию. Молодые люди расстаются с тяжёлым сердцем, но обещают друг другу, что сделают всё, чтобы всё равно стать счастливыми, пусть даже теперь им не суждено быть вместе.

### Альберт
Кэнди с тяжёлым сердцем возвращается в Чикаго, где получает ещё один удар судьбы — пока её не было, Стир отправился в Европу, где собирается примкнуть к французской армии в качестве пилота. От навалившегося стресса Кэнди заболевает и, пока она приходит в себя, Альберт решает сходить вместо неё за продуктами, но его случайно сбивает машина. Когда Кэнди приходит в себя, она узнаёт, что того увезли в многопрофильную клинику доктора Мартина — клиника оказывается затрапезным сараем, а доктор Мартин имеет проблемы с алкоголем, однако в то же время демонстрирует высокий профессионализм (он единственный «персонал» клиники и лечит как людей, так и животных). Альберт без сознания, но его травмы несерьёзны и он вскоре приходит в себя, и именно здесь к нему начинает возвращается память.
Кэнди решает сосредоточиться на работе медсестры, чтобы заглушить душевную боль, но тут в дело вмешивается Нил, у которого Кэнди теперь занимает все мысли после того, как спасла его на улице. Нил приходит к неутешительному выводу, что он влюбился в Кэнди, так как девушки из его окружения теперь не кажутся ему красивыми. Он следит за Кэнди и узнаёт, что та сожительствует с Альбертом. Наняв частного детектива и узнав, кем является Альберт, Нил приходит в больницу и приглашает Кэнди на свидание, угрожая в случае отказа раскрыть руководству, что та живёт с мужчиной (в те времена гражданский брак сильно порицался), но Кэнди отказывается, потому что не верит в искренность чувств Нила. Тогда Нил приводит свою угрозу в действие и Кэнди увольняют из больницы, а, благодаря влиянию семьи Эрдли, Кэнди не берут ни в одну чикагскую больницу. В какой-то момент Кэнди обнаруживает, что всё это время Альберт прятал от неё газеты с печальными статьями о Терри — он живёт с Сюзанной, но его звезда закатилась, он больше не играет с прежним пылом.
Кэнди удаётся-таки найти работу: она устраивается медсестрой-ассистенткой в клинику доктора Мартина, которому всё равно, что о ней говорят. Благодаря открытости Кэнди в клинику увеличивается поток пациентов, а сама Кэнди параллельно пытается лечить доктора Мартина от алкогольной зависимости. Вскоре Кэнди попадается статья, из которой она узнаёт, что Терри покинул театр и его нынешнее местоположение не известно (Сюзанне он сказал, что отправляется в путешествие). Кэнди печально размышляет о том, что это стало следствием того, что он не смог перенести разлуку с ней. Нил продолжает преследовать Кэнди и в конечном итоге становится прямо одержим ею, он даже открыто делает ей предложение, но Кэнди старательно отшивает его, предпочитая проводить свободное время с Альбертом. Домовладелица, в чьём доме живут Кэнди и Альберт сообщает Кэнди, что Альберт должен съехать: она признаёт, что ей и другим арендаторам всё равно, какие отношения у Кэнди с Альбертом, но Альберт их пугает — к нему постоянно наведываются подозрительно выглядящие люди. Кэнди отправляется к Альберту на работу, чтобы обсудить это, но обнаруживает, что Альберт там не работает, хотя у него всегда водились деньги.
Стир погибает в воздушном сражении и в США ему устраивают похороны с пустым гробом. Кэнди удаётся пережить его смерть благодаря моральной поддержке со стороны Альберта, хотя её постоянно гложут сомнения на счёт него, но в итоге она решает отбросить все предрассудки, потому что ей самой Альберт не кажется плохим человеком. Однако домовладелица настаивает на его выселении и это случайно слышит сам Альберт. В итоге он уходит, не предупредив Кэнди, но оставляет ей прощальное письмо, в котором обещает, что они ещё встретятся, а заодно добавляет, что память к нему вернулась.
Проходит какое-то время и Кэнди получает от Альберта посылку, отправленную из городка Рокстаун. Кэнди отправляется туда, чтобы разыскать его, но вместо этого находит передвижной дешёвый театр, в котором играет Терри, чьё имя используют в качестве рекламы. Кэнди приходит на спектакль и, к своему горю, обнаруживает, что Терри превратился во второсортного актёра, играющего не впопад. Особенно тяжело ей становится от мысли, что Терри стал таким, потому что не смог забыть свою любовь к ней. Публика в театре, состоящая в основном из алкоголиков, только подливает масла в огонь, но Кэнди, сохраняя слабую надежду, что Терри ещё не безнадёжен, призывает собравшихся вести себя смирно, чтобы не сбивать Терри. Терри, увидев среди зрителей Кэнди (хотя из-за полумрака ему кажется, что он видит просто призрак воспоминаний), внезапно сам осознаёт, как низко он пал, и начинает играть нормально.
Удовлетворившись этим Кэнди уходит из театра и на улице сталкивается с Элеонорой Бэйкер, которая признаётся, что приехала в Рокстаун, чтобы вразумить сына, но не решилась подойти к нему, но она видела, как него повлияло появление Кэнди и поэтому уверена, что теперь у него всё будет хорошо. Терри действительно решает вернуться на Бродвей, а заодно к Сюзанне, потому что приходит к выводу: ему не удастся сделать Кэнди счастливой, если он не может сделать счастливой даже Сюзанну (ведь Сюзанна не пыталась остановить его, когда он уезжал). Так и не найдя Альберта Кэнди уезжает из Рокстауна. И хотя на сердце у неё тяжело, она утешается тем, увидела Терри.
Не в силах избавиться от тоски по Альберту Кэнди решает вернуться в «Дом Пони» и поискать работу медсестры где-нибудь в его окрестностях. Но тут к ней заявляется Джордж и говорит, что его послала за ней мадам Элрой. Когда Кэнди приезжает к ней то та и чета Лэганов сообщают, что Кэнди должна выйти замуж за Нила — тот грозится уйти добровольцем на фронт вслед за Стиром, поэтому мадам просит Кэнди согласиться на помолвку и говорит, что это было личное распоряжение Уильяма. И хотя Кэнди видит, что они сами против такого решения, она понимает, что слово главы семьи Эрдли для них закон и её собственные пожелания услышаны не будут. Выйдя от них расстроенная Кэнди натыкается на Джорджа, который, проникнувшись к ней сочувствием, сообщает, что он впервые нарушает данные ему указания, и сообщает, что если Кэнди хочет наконец встретиться с Уильямом, то в данный момент тот находится в соседнем поместье, в котором когда-то жили Энтони, Арчи и Стир.

### Финал
Приехав туда Кэнди заходит в комнату, где видит Уильяма, сидящего спиной к ней в кресле. Кэнди благодарит его за всё, что он сделал для неё, но просит аннулировать помолвку с Нилом. Наконец Уильям встаёт, поворачивается к Кэнди и та видит... Альберта.
Для начала он раскрывает Кэнди, что его полное имя — Уильям Альберт Эрдли, и что он младший брат Розмари Браун, матери Энтони (это его Энтони видел в своих воспоминаниях). Их родители умерли рано и Альберт стал главой рода Эрдли ещё будучи совсем маленьким. Какое-то время о нём заботилась Розмари, но после рождения Энтони у той начались проблемы со здоровьем и вскоре она тоже умерла. В то время мадам Элрой была в панике, так как если недруги семьи узнают, что её главой является ребёнок, которому чужда аристократия (Альберт с удовольствием играл с животными), то финансовое благосостояние Эрдли могло оказаться под угрозой. В итоге она приняла решение, что покуда Альберт не станет достаточно взрослым, для общественности и даже для остальных членов семьи Уильям Эрдли — старый немощный старик. Альберт сообщает, что он ничего не знает о помолвке Кэнди с Нилом: мадам Элрой и Лэганы солгали Кэнди, чтобы уговорить ту согласиться на замужество. Затем он говорит, что, по сообщениям прессы, Терри вернулся в труппу Стратфорда. Кэнди испытывает от этого облегчение и утешается тем, что пройдёт ещё немного времени, и боль от разлуки перестанет быть для них такой сильной, как прежде. Альберт также рассказывает, что таинственные люди, которых видели в его обществе, это были его подручные вместе с Джорджем, которые готовят его выход в свет — Альберт решил наконец заявить о себе и занять пост главы семьи.
Спустя несколько дней Кэнди приезжает в поместье мадам на банкет, где должно быть объявлено о помолвке. Хотя Арчи, Энни и Патти предлагают Кэнди сбежать, та отказывается, так как знает, что это не решение Уильяма, а сам Нил слишком трусоват, чтобы привести свою угрозу уйти на фронт в действие. После того, как на банкете Кэнди объявляет о своём решение, неожиданно туда заявляется Альберт. Нил обличает того перед мадам, как бродягу с амнезией, о котором заботилась Кэнди, из-за чего мадам впервые испытывает смятение чувств по поводу последней. Альберт раскрывает свою личность и посрамлённый Нил убегает, а вслед за ним, бросив на Кэнди злобный взгляд в последний раз, убегает Элиза. Покуда другие члены семьи восхищены личностью Уильяма, Кэнди позже слышит, как Нил слёзно просит мать увезти его во Флориду, и окончательно убеждается в том, что с таким отношением к любви ему с ней точно не по пути.
Кэнди сообщает Альберту о своём решении вернуться в «Дом Пони». Когда она уходит, Альберт размышляет о том, как сильно та не похожа других женщин из семьи Эрдли: она строит свою жизнь своими собственными силами. Перед поездкой Кэнди навещает кенотаф Стира, после чего отправляется в путь. Она радостно воссоединяется с мисс Пони и сестрой Рэйн после долгой разлуки, но, к собственному удивлению, застаёт в приюте Арчи, Энни и Патти, которых перед этим привёз туда Альберт, так тот решил по случаю возвращения Кэнди устроить ей небольшой праздник. Патти сообщает Кэнди, что собирается работать в «Доме Пони».
Кэнди идёт наружу поискать Альберта и забредает на холм Пони. Здесь она отдаётся воспоминаниям, связанным с этим холмом: тут она играла детстве с Энни, здесь встретила «Принца», здесь мечтал побывать Энтони и здесь побывал Терри. Не выдержав нахлынувших эмоций Кэнди даёт волю слезам и внезапно слышит голос «Принца», который снова напоминает ей о том, что она гораздо красивее, когда улыбается. Обернувшись Кэнди видит Альберта, но, присмотревшись к нему, внезапно осознаёт, что много лет назад это он был тем самым мальчиком в килте, давшем ей совет, который много раз помогал ей с тех пор, и на радостях бежит ему на встречу.

## Персонажи
Кэндис Уайт Эрдли (яп. キャンディス・ホワイト・アードレー Кяндису Ховайто А:дорэ:) — главная героиня манги и аниме. Дата рождения (день, когда её нашли у приюта): 7 января 1898 г. Вес: 45 кг. Размер обуви: 22 см. Группа крови: 0. Цвет волос: рыжеватая блондинка. Цвет глаз: зелёный. Любимый цвет: красный. Была воспитанницей Дома Пони, служанкой семьи Лэганс, приёмной дочерью семьи Эндри, ученицей Академии Святого Павла и школы медсестер, медсестрой Чикагской больницы. Характер: жизнерадостный.
Сэйю: Минори Мацусима
Энни Брайтон (яп. アニー・ブライトン Ани: Бурайтон) — лучшая подруга Кэнди. Полное имя: Анни Брайтон. Варианты имени: Annie Britter. Статус: воспитанница дома Пони, приёмная дочь семьи Брайтон, невеста Арчибальда Корнуэлла. Характер: мягкий, робкий. Дата рождения (день, когда её нашли у приюта): 7 Января 1898 года. Рост: 157 см. Вес: 42 кг. Группа крови: B. Цвет глаз: синий. Цвет волос: в манге — блондинка, в аниме — брюнетка.
Сэйю: Мами Кояма
Патрисия О'Брайан (яп. パトリシア・オブライエン Паторисиа О'Бурайэн) — с ней Кэнди познакомилась в академии Святого Павла. Патти — вторая подруга Кэнди. Полное имя: Патрисия О’Брайан. Статус: ученица Академии Святого Павла, невеста Алистера Корнуэлла. Характер: мягкий. Дата рождения: 19 июня 1898 года. Рост: 156 см. Вес: 42 кг. Группа крови: 0. Цвет волос: шатенка. Цвет глаз: карий.
Сэйю: Тиёко Кавасима
Террус Гранчестер (яп. テリュース・G・グランチェスター Тэрю:су G Гурантэсута:) — вторая любовь Кэнди после Энтони. Полное имя: Террус Грэм Гранчестер. Варианты имени: Terruce, Terence. Статус: старший сын герцога Гранчестера, ученик Академии Святого Павла, актёр труппы Стрэтфорда. Характер: вспыльчивый, благородный. Дата рождения: 28 января 1897 года. Рост: 173 см. Вес: 53 кг. Размер обуви: 25,5 см. Группа крови: AB. Любимый цвет: чёрный. Цвет волос: коричневый. Цвет глаз: зеленовато-синий.
Сэйю: Кэй Томияма
Алистер Корнуэлл (яп. アリステア・コーンウェル Арисутэа Ко:нъуэру) — друг Кэнди, который был известен своей эксцентричностью и чудаковатым поведением. Полное имя: Алистер Корнуэлл Эндри. Варианты имени: Stir, Stea, Stair. Статус: старший брат Арчибальда Корнуэлла, внучатый племянник мадам Элрой Эндри, кузен семьи Лэганс, друг Патрисии О' Брайан, изобретатель-любитель. Характер: добрый, оптимистичный, сдержаннее, чем у брата. Дата рождения: 25 мая 1897 года. Рост: 176 см. Вес: 60 кг. Размер обуви: 26 см. Группа крови: 0. Цвет волос: тёмный шатен. Цвет глаз: карий.
Сэйю: Канэта Кимоцуки
Арчибальд Корнуэлл (яп. アーチーボルト・コーンウェル А:ти:барудо Ко:нъуэру) — друг Кэнди. Был влюблен в неё, но его чувства не были взаимны. Полное имя: Арчибальд Корнуэлл. Статус: младший брат Алистера Корнуэлла, внучатый племянник мадам Элрой Эндри, кузен семьи Лэганс, друг Анни Брайтон. Характер: добрый, хотя и немного вспыльчивый. Дата рождения: 11 октября 1898 года. Рост: 172 см. Вес: 52 кг. Размер обуви: 25 см. Группа крови: A. Цвет волос: в манге — платиновый блондин, в аниме — цвет какао. Цвет глаз: в манге — голубой, в аниме — карий.
Сэйю: Юдзи Мицуя
Уильям Альберт Эрдли (яп. ウイリアム・アルバート・アードレー Уириаму Аруба:то А:дорэ:) — друг и наставник Кэнди, именно он был тем самым «Принцем с Холма» для Кэнди. Спас её, когда Кэнди упала в реку. Очень любил животных. Статус: бродяга (до поры до времени). Характер: добрый. Любит природу и животных. Цвет волос: в манге — блондин, но в начале темнее; в аниме — блондин неизменно. Цвет глаз: синий. Его истинный статус будет определён только в конце истории.
Сэйю: Макио Иноуэ
Энтони Браун (яп. アンソニー・ブラウン Ансони: Бураун) — Первая любовь Кэнди. Он являлся первой настоящей любовью главной героини Кэнди. Их отношения персонажей резко оборвались, когда Энтони погиб, упав с лошади. Энтони появляется в аниме лишь в 20 сериях из 115. Несмотря на это, он является довольно популярным персонажем сериала. Полное имя: Энтони Браун Эндри. Статус: внучатый племянник мадам Элрой Эндри, кузен семьи Лэганс и братьев Корнуэлл, друг Кэнди. Характер: добрый. Дата рождения: 30 сентября 1898 года. Рост: 170 см. Вес: 52 кг. Размер обуви: 25 см. Группа крови: A. Цвет волос:блондин. Цвет глаз: голубой.
Сэйю: Кадзухико Иноуэ
Мисс Пони (яп. ポニー先生 Пони: сэнсэи) и Сестра Рэйн (яп. レイン先生 Рэин сэнсэи)  — воспитательницы «Дома Пони», вырастили Кэнди и Энни. В романе Мидзуки раскрывалось, что у первой Пони — это не фамилия, а прозвище, а настоящее её имя Полайна Гайддингз. Имя второй раскрывалось как Рэйн Роч.

### Второстепенные персонажи
Мадам Элрой Эрдли (яп. エルロイ・アードレー Эрурои А:дорэ:) — исполняющая обязанности мистера Уильяма в его отсутствие, престарелая тётя Энтони Брауна, братьев Корнуэлл, Элизы и Нила Лэганс. Характер: раздражительный. Строго блюдёт честь семьи.
Мистер и миссис Лэганс — Статус: родители Элизы и Нила, родственники семьи Эрдри. Характер: потакают детям в их капризах и в то же время твердят о чести семьи.
Нил Лэганс (яп. ニール・ラガン Ни:ру Раган) — был одним из злейших врагов Кэнди вместе со своей сестрой, Элизой. Полное имя: Дэниел Лэганс. Варианты имени: Neil, Daniel. Статус: старший брат Элизы Лэганс, внучатый племянник мадам Элрой Эрдли, кузен Энтони Брауна и братьев Корнуэлл. Характер: надменный, трусливый.
Элиза Лэганс (яп. イライザ・ラガン Ирайдза Раган) — заклятый враг Кэнди вместе со своим братом, Нилом. Полное имя: Элиза Лэганс. Варианты имени: Liza, Iriza. Статус: младшая сестра Нила Лэганса, внучатая племянница мадам Элрой Эрдли, кузина Энтони Брауна и братьев Корнуэлл. Характер: стервозный.
Сэйю: Накатани Юми
Супруги Брайтон — Они удочерили Энни.
Сюзанна Марлоу (яп. スザナ・マーロウ Судзана Ма:роу) — актриса в театре, где играл Терри. Была влюблена в него, но их любовь не была взаимной. Полное имя: Сюзанна Марлоу. Варианты имени: Susannah, Suzanna. Статус: талантливая актриса труппы Стрэтфорда (до несчастного случая). Характер: малодушный.
Том Стив — Полное имя: Том Стив. Варианты имени: Tom Stevenson. Статус: воспитанник дома Пони, приёмный сын фермера Стива, друг Энтони. Характер: добрый, в меру задиристый. Том появляется только в аниме.
Сеньор Гарсия — Он подвозил Кэнди в Мексике, когда она уезжала от Лэгансов.
Джон — Статус: воспитанник дома Пони, лидер среди детей («Босс») после Кэнди и Джимми. Характер: добрый, немного упрямый и задиристый.
Джимми Картрайт — Полное имя: Джимми Картрайт. Статус: воспитанник дома Пони, приёмный сын фермера Картрайта, «Босс» после Кэнди. Характер: добрый, немного задиристый.
Флэнни Гамильтон (яп. フラニー・ハミルトン Фурани: Хамирутон) — соседка Кэнди по комнате в школе медсестёр. Когда для Мэри-Джейн настало время отправить одну из учениц добровольцем на фронт, то вызвалась Флэнни. Согласно роману Мидзуки, Флэнни пережила войну. Полное имя: Флэнни Гамильтон. Варианты имени: Flammy, Flary. Статус: лучшая ученица школы медсестёр, военная медсестра. Характер: жёсткий, неконтактный.
Джордж — Статус: личный секретарь мистера Уильяма. Характер: сдержанный. Предан мистеру Уильяму. Джордж работал ещё с отцом нынешнего мистера Эрдли, и не связан с семьёй кровными узами, но другой семьи у него нет.
Дороти — Она работала служанкой в семье Лэганс. Хорошо относилась к Кэнди. Появлялась только в аниме.

## Список серий
Аниме-сериал, в целом, сохраняет почти все аспекты оригинала, но, как и в большинстве подобных аниме-экранизаций, разбавляет действие множеством дополнительных сюжетных линий на одну-две серии, чтобы удлинить сюжет. Сюжеты серий со 102 по 109 являются целиком оригинальными и никак не основаны на манге. Хотя премьера аниме-сериала состоялась спустя полтора года после начала публикации манги, ближе к концу сериал догнал мангу: премьера последней финальной серии состоялась за день до выхода последней части манги.
Мидзуки и Игараси были не слишком довольны аниме-сериалом и во время премьерного показа почти не следили за ним, потому что им не понравился стиль прорисовки.

## OVA и фильмы Кэнди-Кэнди
После показа ТВ-сериала, компания Toei Animation выпустила три OVA Кэнди-Кэнди:
- «Кэнди-Кэнди: Зов Весны» (яп. キャンディ・キャンディ　春の呼び声 Кянди Кянди Хару но Ёбигоэ). Начало и конец повторяют события серий 58 и 62. После ухода из Колледжа Святого Павла Кэнди возвращается в Дом Пони  и рассказывает детям о предшествующих событиях в её жизни, после чего уезжает в школу медсестёр[3]. Премьера состоялась 18 мая 1978 года;
- «Летние Каникулы Кэнди» (яп. キャンディ・キャンディ　キャンディ・キャンディの夏休み Кянди Кянди Кянди Кянди но нацуяцуми). Эта OVA повествует о летних каникулах, которые Кэнди с друзьями вместе проводят в Шотландии.[4]. Премьера состоялась 22 июля 1978 года;
- «Кэнди-Кэнди: Movie (キャンディ・キャンディ)».Эта короткая 26-ти минутная OVA рассказывает о жизни Кэнди в доме Лэгансов, где она встречает Элизу и Нила, а также знакомится с Энтони, Арчи и Стиром. Первый её бал на светском вечере. В примечание можно сказать, что прорисовка аниме отличается от самого сериала, это сразу заметно по пастельным тонам используемой краски, не такой яркой и контрастной[5].

В 1981 году корейский режиссёр Чхве Инхён на основе манги снял фильм «Candy Candy» (ориг. 캔디 캔디).
В 2007 году в Индонезии началась трансляция многосерийного сериала «Candy», основанного на одноимённой манге и аниме.

## Роман «Кэнди-Кэнди»
Роман Кёко Мидзуки (настоящее имя Кэйко Нагита) «Кэнди-Кэнди», состоящий из трёх томов, возбудил интерес фанатов Кэнди-Кэнди за пределами Японии на несколько лет. Этот роман можно было купить только в Японии и он публиковался только на японском языке.
Первые два тома соответствуют сюжету манги, и завершаются тем, что Кэнди покидает Колледж Святого Павла. Третий том рассказывает полностью оригинальную историю, которая хронологически разворачивается уже после финала манги и аниме. Некоторую работу проделали поклонники на Западе, чтобы перевести части романа. Однако та малая часть, что была переведена, подтвердила на самом деле её художественную особенность: Кёко Мидзуки не обозначила конкретного финала истории. В последних словах, закрывающих роман, Кенди по-прежнему оптимистичная, любящая жизнь и неунывающая героиня.
В 2010 году Мидзуки под своим настоящим именем выпустила двухтомное переиздание под названием «Candy Candy Final Story». По словам самой Мидзуки, новое издание представляло собой историю о Кэнди в том виде, в каком она хотела рассказать её с самого начало (то есть, без влияния Игараси и редакторов манги). От оригинального издания новое отличалось тем, что несколько были изменены детали в описании некоторых сцен, а большая часть текста была написана кандзи — в оригинальном издании Мидзуки часто использовала хирагану, чтобы книгу было удобнее читать детям. В новом издании так же присутствовал более расширенный финал — Сюзанна Марлоу умирает спустя несколько лет (Кэнди узнаёт об этом из некролога в газете), после чего Кэнди получает письмо с просьбой встретиться от некого T.G. (не даётся никаких пояснений, что эти инициалы принадлежат Терри). Ответное письмо Кэнди не приводится. В финальной сцене тридцатилетняя Кэнди живёт в некоем месте недалеко от реки Эйвон и приветствует пришедшего домой мужчину. Личность мужчины и является ли он мужем Кэнди не раскрываются, но Мидзуки заявила, что она вполне удовлетворена таким финалом, потому что он показывает, что Кэнди оставила позади печальное прошлое и теперь счастливо живёт с любимым человеком, кем бы тот ни был. 
В 2015 году второе издание было издано в Италии издательством «Kappalab».

## Манга и аниме

### Публикация манги вNakayoshi
Объявление о выпуске новых серий манги появилось в марте 1975 года в публикации Nakayoshi. Первая глава была опубликована в апреле 1975 года, последняя — в марте 1979 года. Тем не менее главы не публиковались в следующих изданиях в силу различных причин: ноябрь 1975 года, декабрь 1976 года, январь 1978 года и июнь 1978 года.

#### Полное собрание манги
Лицензионные копии манги были опубликованы компанией Kodansha. Есть 9-томный, 6-томный, 5-томный и 2 разных 2-томных сборника, и их легко можно приобрести на рынке подержанных книг в Японии. Компанией Maniax выпускалось издание сканов манги на двух дисках.

#### Полное собрание серий аниме

1 том двадцатидискового DVD бокс-сета «Кэнди-Кэнди» на корейском языке

Продавались лицензионные VHS копии на японском языке, но на них не было значительного числа эпизодов. В 2000-х годах аниме сначала распространялось на бутлегах DVD из-за того, что судебные процессы между авторами прекратили любое производство лицензионных товаров. В 2005 и 2006 году стали производиться бокссеты с сериалом «Кэнди-Кэнди». Первый, выпущенный во Франции, содержал французскую и японскую аудиодорожки. Два корейских бокссета готовились к выходу, они включали японскую и корейскую аудиодорожки и корейские субтитры. 20 дисков были упакованы в два комплекта и заказывались на сайтах HanBooks и Sensasian.
До выхода в Корее испанские наборы DVD с плохим качеством аудио и видео были доступны на eBay .
10 января 2007 года чилийский таблоид Las Últimas Noticias начал выпускать анонсы по DVD «Кэнди-Кэнди» каждую среду, планируя продолжать, пока все 115 эпизодов не будут выпущены.
В 2007 году в Корее вышло 20-дисковое собрание «Кэнди-Кэнди» на DVD, с японской и корейской озвучкой и корейскими субтитрами.

## Популярность
«Кэнди-Кэнди» на несколько лет стала очень популярна, поскольку кроме аниме на рынках Японии продавались и игрушки, посвящённые сериалу: куклы, часы для девочек и другие продукты. Принимая во внимание популярность манги среди японских девочек, в 1976 году был выпущен аниме-сериал, транслировавшейся телекомпанией NET (сейчас известной как TV Asahi). В 1978 году была выпущена первая OVA про Кэнди. В том же году был выпущен ещё один фильм про Кэнди. В 1992 году был выпущен третий, последний фильм о Кэнди. Но уровень прорисовки персонажей там уже другой, не такой, как в двух предыдущих фильмах.
«Кэнди-Кэнди» получила международное признание в начале и середине 1980-х годов, став очень популярной среди детей в странах Европы, США, Юго-Восточной Азии, Африки и Латинской Америки, в них также было продано много игрушек. В Пуэрто-Рико, где шоу было известно просто как «Кэнди», аниме, как ни странно, понравилось многим мальчикам, хотя было нацелено на девочек.
Поклонники «Кэнди-Кэнди» в Интернете в частности разделены на тех, кто считает, что Терри − это настоящая любовь Кэнди и, следовательно, они должны быть воссоединены, и на тех, кто считает, что аниме достигло удовлетворительного финала с Альбертом как любовью Кэнди от начала до конца, несмотря на очевидные законные узы приёмного отца.
В 2005 году «Кэнди-Кэнди» стала набирать популярность в Соединённых Штатах. Из-за всех судебных процессов, которые разворачивались после того, как «Кэнди-Кэнди» экранизировали, маловероятно, что её снова будут показывать по телевидению. 16 января 2006 года Кёко Мидзуки сообщила  в открытом письме фанатам, что сама мысль о Кэнди причиняет ей боль.
В 2007 году режиссёром Паскалем-Алексом Винсентом был выпущен французский анимационный короткометражный фильм Candy Boy, вдохновлённый Кэнди-Кэнди.

## Споры
С середины 1990-х годов «Кэнди-Кэнди» стала предметом противоречия, так как в отношениях Игараси и Мидзуки начались трения по поводу авторских прав.
Всё началось с того, что в 1995 году «Nippon Animation» связались с Юмико Игараси, предложив ей идею выпустить ремейк. Для реализации этого был аннулирован договор, который давал часть авторского права на «Кэнди-Кэнди» издательству «Коданся», что в свою очередь автоматически аннулировало вторичный договор, позволявший «Toei Animation» распоряжаться частью авторского права «Коданся». В ноябре 1995 года Игараси и Мидзуки заключили новое соглашение об авторских правах на «Кэнди-Кэнди», по которому отныне только они давали добро на какое-либо использование «Кэнди-Кэнди» в коммерческих целях. Идея ремейка в итоге по ряду причин так и не была реализована.
В мае 1997 года Мидзуки вдруг обнаружила автомат для производства наклеек «Кэнди-Кэнди», а затем узнала, что в Гонг-Конге издательство «Jade Dynasty Publishing» собирается выпустить мангу на китайском языке, и что добро на это всё дала только одна Игараси (выпуск в итоге состоялся, после того как издатель заключил договор и с Мидзуки), которая в ноябре того же года открыла собственный музей, в котором было выставлено на продажу множество товаров с изображением Кэнди. Тогда Мидзуки предъявила Игараси иск, обвинив её в нарушении договора, который они заключили в 1995 году. Игараси в ответ заявила, что Мидзуки не имеет авторского права на визуальное изображение Кэнди и даже не может считаться автором манги.
В октябре 2001 года Верховный суд Японии принял сторону Мидзуки, постановив, что за ней сохраняется единоличное авторское право только на сам написанный ею же оригинальный роман, в то время как на мангу она и Игараси имеют общее авторское право, которое также распространяется на какое-либо использование визуального изображения Кэнди в коммерческих целях. Судебное дело вошло в историю, потому что это был единственный случай в японском правосудии, когда двум людям давали одно и то же количество процентов авторского права на продукт. Многие профессиональные юристы Японии, однако, раскритиковали решения суда, отмечая, что нарисованное изображение Кэнди, по закону, вполне может считаться самостоятельным произведением, из-за чего Мидзуки не может иметь авторского права на него.
Из-за этого и других судебных процессов аниме-сериал и полнометражные аниме, начиная с 1998 года, официально не закупались ни в одну страну, а все их выпуски на носителях в самой Японии до сих пор не лицензированы. Мидзуки и Игараси публично заявили, что они дадут добро на выход аниме на DVD, если получат соответствующий запрос от Toei Animation.